# Seznam dílů seriálu Soumrak templářů
Toto je seznam dílů seriálu Soumrak templářů.

## Přehled řad
| Řada | Díly | Premiéra v USA   | Premiéra v USA  | Premiéra v ČR    | Premiéra v ČR |
| Řada | Díly | První díl        | Poslední díl    | První díl        | Poslední díl  |
| ---- | ---- | ---------------- | --------------- | ---------------- | ------------- |
| 1    | 10   | 6. prosince 2017 | 7. února 2018   | 8. prosince 2017 | 9. února 2018 |
| 2    | 8    | 25. března 2019  | 13. května 2019 | bude oznámeno    | bude oznámeno |

## Seznam dílů

### První řada (2017–2018)
| Č. v seriálu | Č. v řadě | Původní název                                | Český název                                | Režie             | Scénář                                | Premiéra v USA    | Premiéra v ČR     |
| ------------ | --------- | -------------------------------------------- | ------------------------------------------ | ----------------- | ------------------------------------- | ----------------- | ----------------- |
| 1            | 1         | You'd Know What to Do                        | Věděli byste, co dělat                     | Douglas Mackinnon | Don Handfield a Richard Rayner        | 6. prosince 2017  | 8. prosince 2017  |
| 2            | 2         | Find Us the Grail                            | Najděte nám grál                           | Douglas Mackinnon | Don Handfield a Richard Rayner        | 13. prosince 2017 | 15. prosince 2017 |
| 3            | 3         | The Black Wolf and the White Wolf            | Černý vlk a bílý vlk                       | David Petrarca    | Dominic Minghella                     | 20. prosince 2017 | 22. prosince 2017 |
| 4            | 4         | He Who Discovers His Own Self, Discovers God | Kdo objevuje své vlastní já, objevuje Boha | David Petrarca    | David Elliot a Jason Grote            | 27. prosince 2017 | 29. prosince 2017 |
| 5            | 5         | Hard Blows Will Banish the Sin               | Tvrdé rány zaženou hřích                   | Metin Hüseyin     | Sharon Hoffman a Vivian Tse           | 3. ledna 2018     | 5. ledna 2018     |
| 6            | 6         | The Pilgrimage of Chains                     | Pouť řetězů                                | Metin Hüseyin     | Sonny Postiglione                     | 10. ledna 2018    | 12. ledna 2018    |
| 7            | 7         | And Certainly Not the Cripple                | A rozhodně ne mrzák                        | Douglas MacKinnon | Jason Grote a David Elliot            | 17. ledna 2018    | 19. ledna 2018    |
| 8            | 8         | IV                                           | IV                                         | Douglas MacKinnon | Vincent Angell                        | 24. ledna 2018    | 26. ledna 2018    |
| 9            | 9         | Fiat!                                        | Fiat!                                      | Douglas MacKinnon | Vivian Tse a Sharon Hoffman           | 31. ledna 2018    | 2. února 2018     |
| 10           | 10        | Do You See the Blue?                         | Vidíte modrou?                             | Douglas MacKinnon | Dominic Minghella a Sonny Postiglione | 7. února 2018     | 9. února 2018     |

### Druhá řada (2019)
| Č. v seriálu | Č. v řadě | Původní název                      | Český název               | Režie            | Scénář                             | Premiéra v VB   | Premiéra v ČR |
| ------------ | --------- | ---------------------------------- | ------------------------- | ---------------- | ---------------------------------- | --------------- | ------------- |
| 11           | 1         | God's Executioners                 | Boží kati                 | Rick Jacobson    | Aaron Helbing                      | 25. března 2019 | bude oznámeno |
| 12           | 2         | The Devil Inside                   | Ďábel uvnitř              | Samira Radsi     | Ethan Reiff a Cyrus Voris          | 1. dubna 2019   | bude oznámeno |
| 13           | 3         | Faith                              | Víra                      | Samira Radsi     | Russell Rothberg                   | 8. dubna 2019   | bude oznámeno |
| 14           | 4         | Equal before God                   | Rovnost před Bohem        | David Wellington | Kristen SaBerre                    | 15. dubna 2019  | bude oznámeno |
| 15           | 5         | Road to Chartres                   | Cesta do Chartres         | David Wellington | Aaron Helbing                      | 22. dubna 2019  | bude oznámeno |
| 16           | 6         | Blood Drenched Stone               | Kámen nasáklý krví        | Roel Reine       | Ethan Reiff a Cyrus Voris          | 29. dubna 2019  | bude oznámeno |
| 17           | 7         | Death Awaits                       | Smrt čeká                 | Roel Reine       | Russell Rothberg a Kristen SaBerre | 6. května 2019  | bude oznámeno |
| 18           | 8         | While I Breathe, I Trust the Cross | Dokud dýchám, věřím kříži | Rick Jacobson    | Aaron Helbing                      | 13. května 2019 | bude oznámeno |